# Потулов, Павел Васильевич
Павел Васильевич Потулов (1767 или 1768, Российская империя — 1848, Российская империя) — военнослужащий Русской императорской армии, генерал-майор (1803), командир Новотроицко-Екатеринославского 4-го драгунского полка (1803—1806), Георгиевский кавалер (1792).

## Биография
Родился в 1757 (по другим данным 1758) года и происходил из дворян Моршанского уезда Тамбовской губернии.
1 января 1775 года вступил в службу рядовым в Семёновский лейб-гвардии полк и вскоре произведен в сержанты. 3 марта 1778 года переведен поручиком в Смоленский драгунский полк.
С 1783 по 1785 год находился в походах в Польше. 6 декабря 1788 года участвовал в осаде и штурме Очакова, где был ранен пулей в голову за что был произведён в секунд-майоры «за храбрость». 1 января 1789 года вышел в отставку из-за раны.
26 сентября 1790 года вернулся на службу в Смоленский драгунский полк и в 1792 году участвовал в Польской кампании. За отличие в битве под Миром, в ходе которой захватил два орудия, награжден орденом Святого Георгия 4-го класса и чином премьер-майора. Тогда же был назначен дежурным штаб-офицером при генерал-поручике В. А. Зубове.
Во время восстания в Варшаве 17 апреля 1794 года пробился двумя эскадронами полка через окруживших его мятежников и присоединился к отряду генерала-аншефа О. А. Игельстрома. Сражался с поляками под Слонимом, Брестом и Белостоком и был награжден золотой шпагой. За храбрость при штурме Праги был произведён в чин подполковника.
В 1796 году участвовал в Персидском походе и находился при штурме Дербента и Новой Шемахи, за что награжден орденом Владимира 4-й степени с бантом.
20 августа 1798 года произведён в полковники и назначен командиром Смоленского драгунского полка. Позднее командирован на Кавказ и участвовал в боях с персидскими войсками и горцами в Грузии и Дагестане. 20 ноября 1803 года был произведён в генерал-майоры и назначен командиром Екатеринославского кирасирского полка, с которым находился в 1805 году в походе в Австрию и был ранен под Вишау сабельным ударом в правое бедро, однако остался в строю и сражался при Аустерлице, где снова был ранен пулей в правую ногу за что был награждён орденом Святого Владимира 3-й степени.
2 марта 1806 года назначен управляющим складами кавалерийского снаряжения в Москве. 28 июля 1812 года вошёл в устроительный комитет Московского ополчения и 7 августа назначен командиром 8-го пехотного полка, вошедшего во 2-ю дивизию ополчения. Находился с полком при Бородине. При отступлении русских войск к Москве, был в арьергарде и участвовал в боях под Можайском и селом Крымским. Затем сражался при Тарутине, Малоярославце и Вязьме, где был ранен в плечо осколком гранаты в связи с чем за отличие награжден орденом Святой Анны 1-й степени. После излечения от раны находился в Варшаве в должности начальника кавалерийского ремонтного депо, после Плейсвицкого перемирия в январе-декабре 1813 года участвовал в осаде Данцига.
5 сентября 1814 года вышел в отставку. Скончался в 1848 году.

## Чины
- Секунд-майор (1788)
- Премьер-майор (1792)
- Подполковник (1794, «за храбрость при штурме Праги»)
- Полковник (20.08.1798)
- Генерал-майор (20.11.1803)

## Награды
- Орден Святой Анны 1-й степени
- Орден Святого Георгия 4-й степени (28.06.1792, № 928 (502))
- Золотое оружие «За храбрость» (1794)
- Орден Святого Владимира 3-й степени (1805)
- Крест «За взятие Очакова»
- Крест «За взятие Праги»